# Palazzo Vecchiarelli
Il Palazzo Vecchiarelli è un palazzo di Rieti. È collocato a metà di via Roma, a fianco della ex chiesa di San Pietro. Fino a giugno 2013 è stato sede della Sabina Universitas.

## Storia

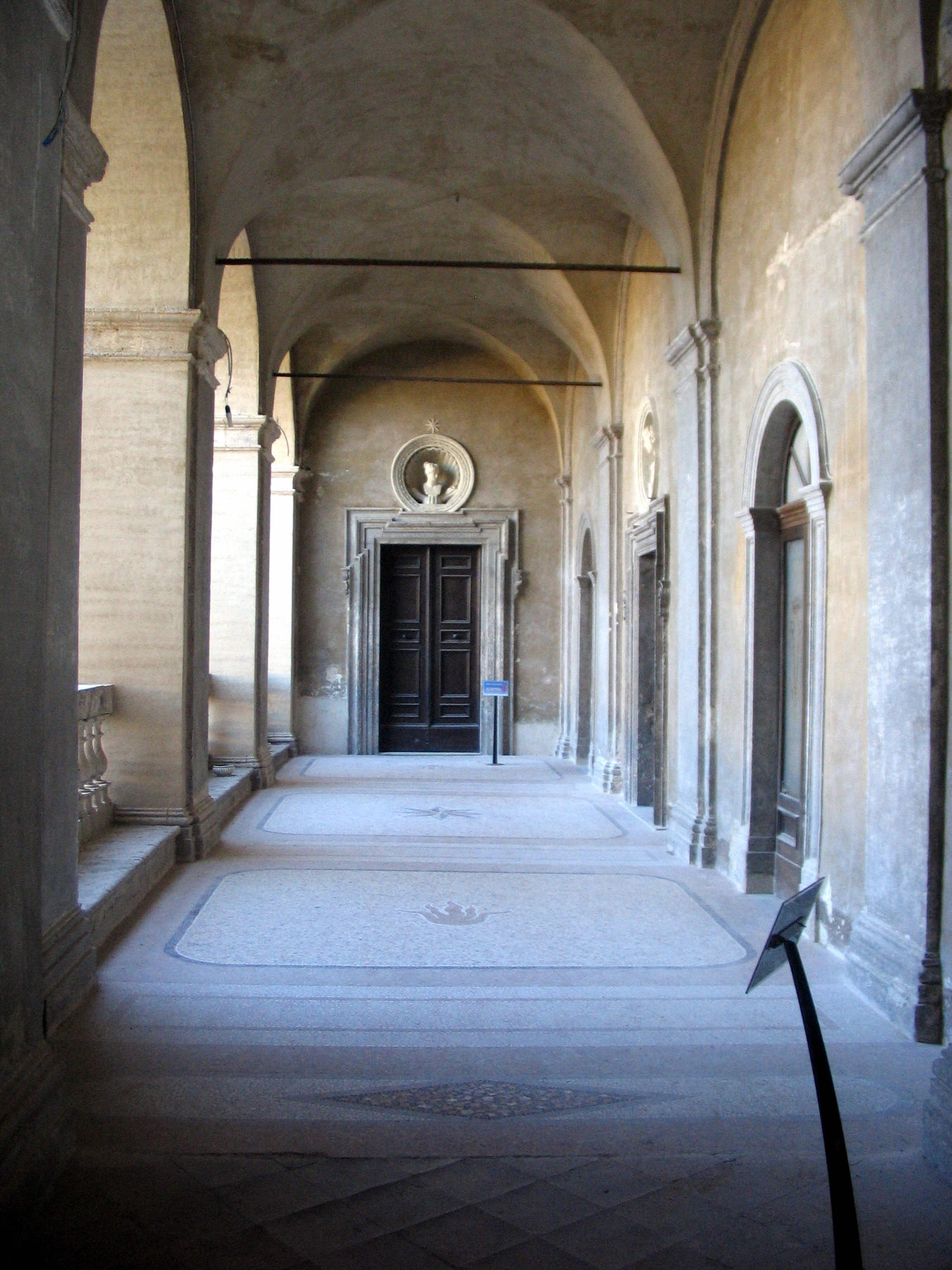
Il balcone a loggia

La struttura originaria risale al Quattrocento. Il palazzo attuale fu progettato sul finire del XVI secolo da Carlo Maderno.

## Descrizione

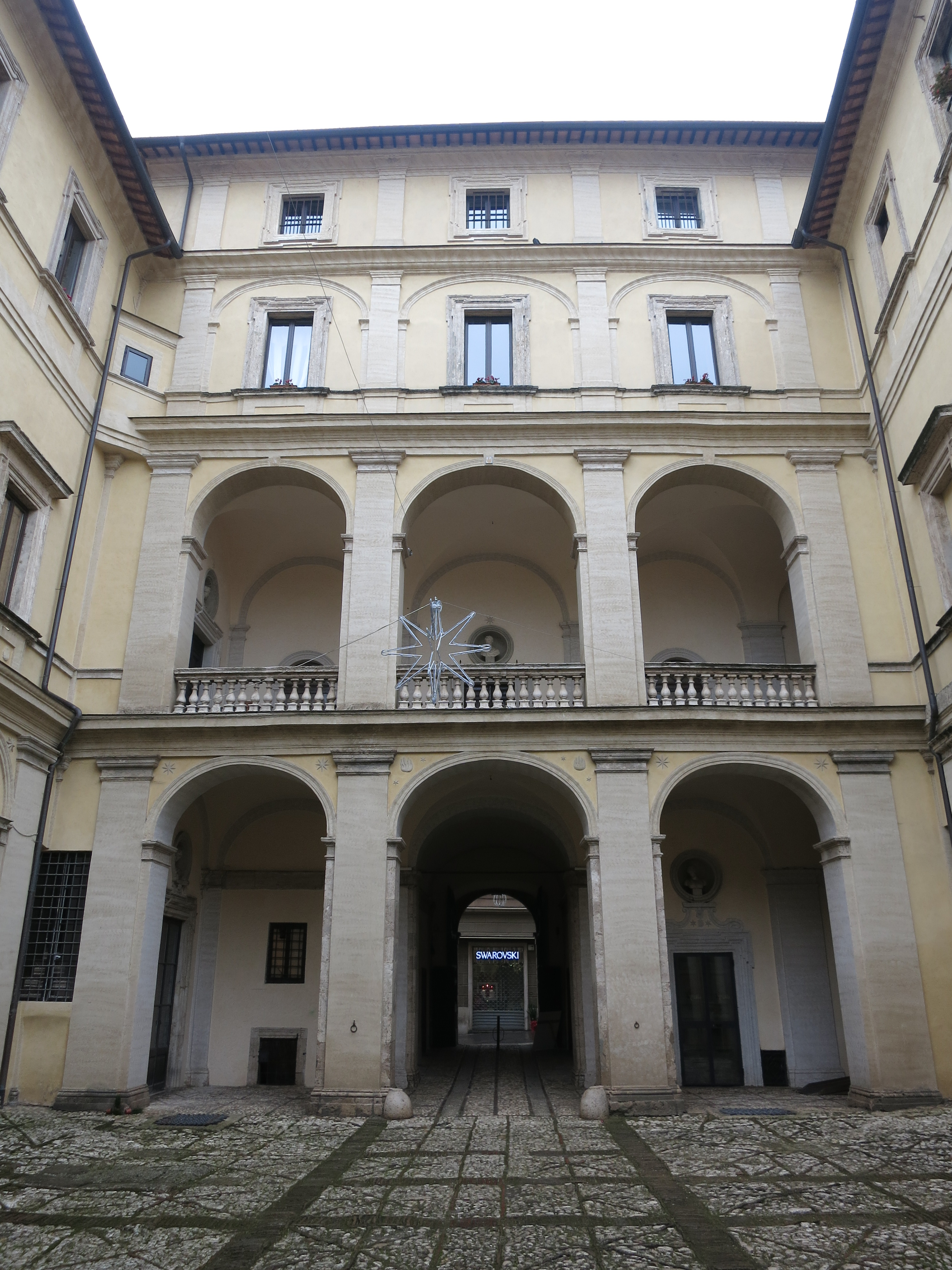
Il lato del palazzo che affaccia sul cortile

Il palazzo, in stile rinascimentale, mostra già dei segni del barocco.
L'elegante facciata segue la pendenza di via Roma e comprende un imponente portale in bugnato, sovrastato dalla loggia con balaustra del piano nobile. La gronda è decorata da fastigi dorati.
Dal portale si accede allo scenografico cortile interno, dove si trova una fontana. La parte del palazzo che si affaccia sul cortile comprende un portico ed una loggia.
Nei sotterranei del palazzo, oggi parte del percorso turistico Rieti sotterranea, sono visibili i resti del viadotto di epoca romana che, partendo dal Ponte Romano, permetteva alla Via Salaria di raggiungere la piazza principale, seguendo il percorso dell'attuale via Roma.

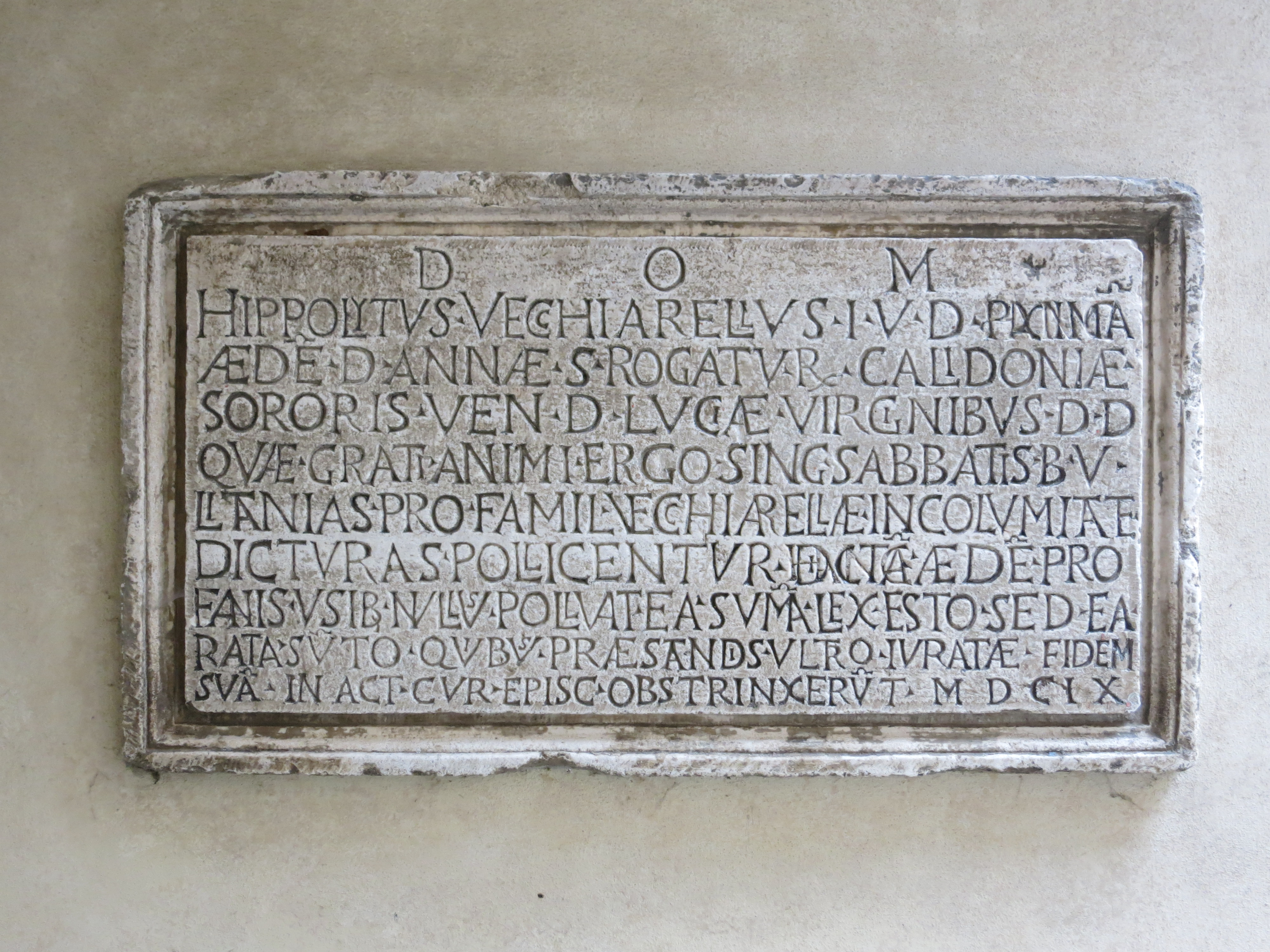
Iscrizione murata nella corte interna

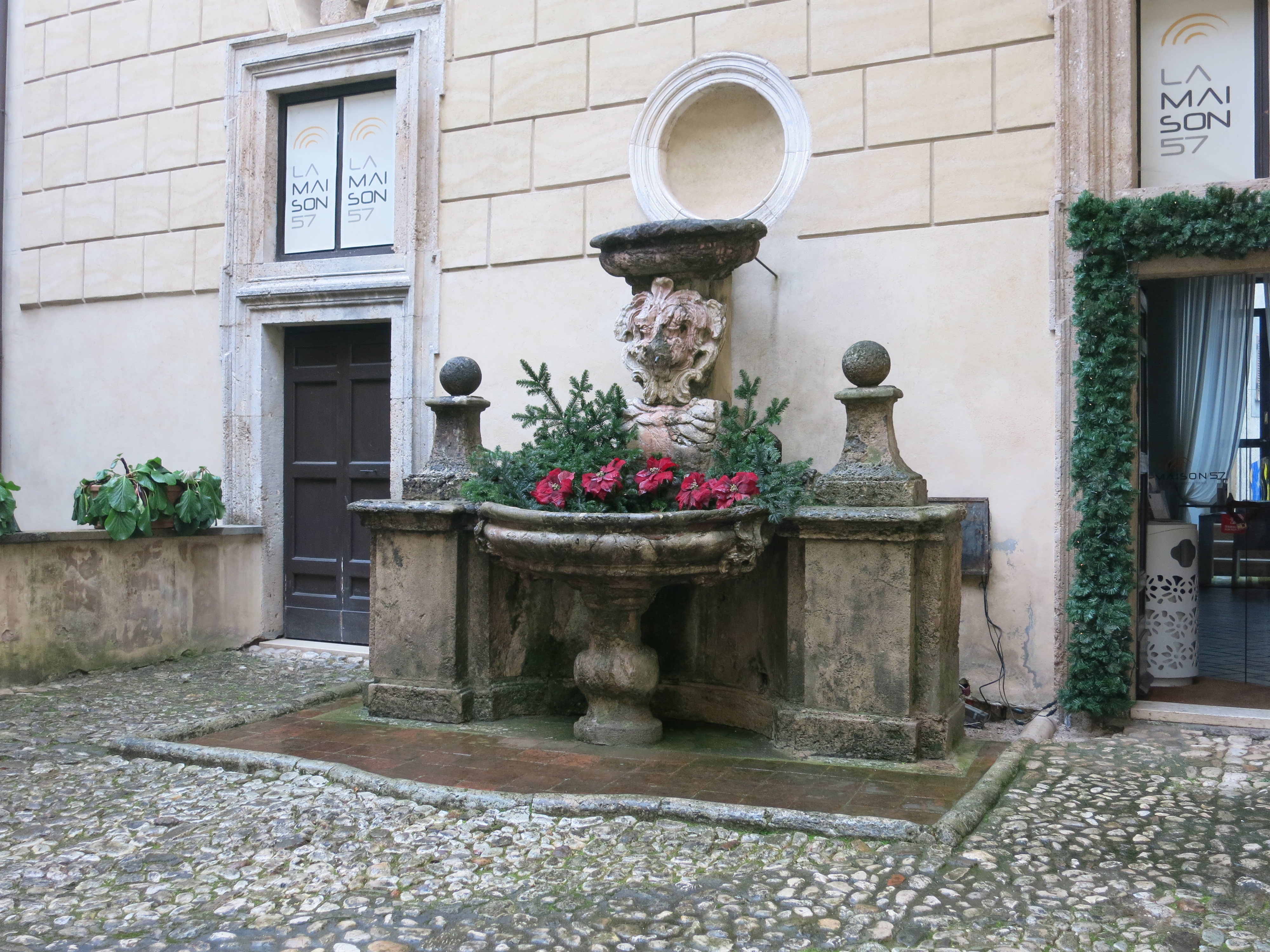
La fontana nel cortile